# Năeni
Năeni is een Roemeense gemeente in het district Buzău.
Năeni telt 1891 inwoners.